# Olympische Sommerspiele 1952/Rudern – Vierer ohne Steuermann
Die Ruderregatta im Vierer ohne Steuermann der Männer bei den Olympischen Sommerspielen 1952 wurde vom 20. bis 23. Juli in der Bucht Seurasaarenselkä ausgetragen.

## Ergebnisse

### Viertelfinale
20. Juli 1952

#### Viertelfinale 1
| Rang | Nation         | Athleten                                                              | Zeit       | Qualifikation    |
| ---- | -------------- | --------------------------------------------------------------------- | ---------- | ---------------- |
| 1    | Frankreich     | Pierre Blondiaux, Jean-Jacques Guissart, Marc Bouissou, Roger Gautier | 6:35,7 min | Halbfinale       |
| 2    | Sowjetunion    | Roman Sacharow, Juri Rogosow, Iwan Makarow, Wladimir Kirsanow         | 6:37,8 min | Halbfinale       |
| 3    | Großbritannien | Harry Almond, John Jones, James Crowden, Adrian Cadbury               | 6:39,2 min | 1. Hoffnungslauf |
| 4    | Ungarn         | László Decker, Imre Kaffka, János Hollósi, Imre Kemény                | 6:45,4 min | 1. Hoffnungslauf |
| 5    | Belgien        | Charles Van Antwerpen, Jos Rosa, Harry Elzendoorn, Florent Caers      | 6:49,8 min | 1. Hoffnungslauf |

#### Viertelfinale 2
| Rang | Nation      | Athleten                                                                       | Zeit       | Qualifikation    |
| ---- | ----------- | ------------------------------------------------------------------------------ | ---------- | ---------------- |
| 1    | Jugoslawien | Duje Bonačić, Velimir Valenta, Mate Trojanović, Petar Šegvić                   | 6:34,4 min | Halbfinale       |
| 2    | Finnland    | Veikko Lommi, Kauko Wahlsten, Oiva Lommi, Lauri Nevalainen                     | 6:42,7 min | Halbfinale       |
| 3    | Polen       | Edward Schwarzer, Zbigniew Schwarzer, Henryk Jagodziński, Zbigniew Żarnowiecki | 6:43,0 min | 1. Hoffnungslauf |
| 4    | Niederlande | Frits de Voogt, Ruud Sesink Clee, Jan op den Velde, Kees van Vugt              | 6:56,9 min | 1. Hoffnungslauf |

#### Viertelfinale 3
| Rang | Nation                | Athleten                                                                 | Zeit       | Qualifikation    |
| ---- | --------------------- | ------------------------------------------------------------------------ | ---------- | ---------------- |
| 1    | Saarland              | Werner Biel, Hans Krause-Wichmann, Joachim Krause-Wichmann, Hanns Peters | 6:40,8 min | Halbfinale       |
| 2    | Norwegen              | Sverre Kråkenes, Kristoffer Lepsøe, Thorstein Kråkenes, Harald Kråkenes  | 6:42,4 min | Halbfinale       |
| 3    | Italien               | Giuseppe Moioli, Elio Morille, Giovanni Invernizzi, Franco Faggi         | 6:50,4 min | 1. Hoffnungslauf |
| 4    | Südafrikanische Union | Donald Dyke-Wells, Damian Nichol, John Webb, Christopher Veitch          | 6:53,3 min | 1. Hoffnungslauf |

#### Viertelfinale 4
| Rang | Nation             | Athleten                                                             | Zeit       | Qualifikation    |
| ---- | ------------------ | -------------------------------------------------------------------- | ---------- | ---------------- |
| 1    | Vereinigte Staaten | Louis McMillan, Dempster Jackson, John Davis, James Welsh            | 6:40,9 min | Halbfinale       |
| 2    | Österreich         | Kurt Marz, Alexander Mitterhuber, Adolf Scheithauer, Johann Geiszler | 6:44,1 min | Halbfinale       |
| 3    | Kanada             | Ron Cameron, Lloyd Montour, Jack Zwirewich, Art Griffiths            | 6:49,7 min | 1. Hoffnungslauf |
| 4    | Dänemark           | Knud Bruun Jensen, Carl Nielsen, Harry Nielsen, Paul Locht           | 6:50,5 min | 1. Hoffnungslauf |

### 1. Hoffnungslauf
21. Juli 1952

#### Lauf 1
| Rang | Nation                | Athleten                                                        | Zeit       | Qualifikation    |
| ---- | --------------------- | --------------------------------------------------------------- | ---------- | ---------------- |
| 1    | Großbritannien        | Harry Almond, John Jones, James Crowden, Adrian Cadbury         | 6:42,8 min | 2. Hoffnungslauf |
| 2    | Dänemark              | Knud Bruun Jensen, Carl Nielsen, Harry Nielsen, Paul Locht      | 6:51,9 min |                  |
| 3    | Südafrikanische Union | Donald Dyke-Wells, Damian Nichol, John Webb, Christopher Veitch | 7:00,4 min |                  |

#### Lauf 2
| Rang | Nation | Athleten                                                                       | Zeit       | Qualifikation    |
| ---- | ------ | ------------------------------------------------------------------------------ | ---------- | ---------------- |
| 1    | Polen  | Edward Schwarzer, Zbigniew Schwarzer, Henryk Jagodziński, Zbigniew Żarnowiecki | 6:45,9 min | 2. Hoffnungslauf |
| 2    | Ungarn | László Decker, Imre Kaffka, János Hollósi, Imre Kemény                         | 6:50,3 min |                  |
| 3    | Kanada | Ron Cameron, Lloyd Montour, Jack Zwirewich, Art Griffiths                      | 6:51,3 min |                  |

#### Lauf 3
| Rang | Nation      | Athleten                                                          | Zeit       | Qualifikation    |
| ---- | ----------- | ----------------------------------------------------------------- | ---------- | ---------------- |
| 1    | Italien     | Giuseppe Moioli, Elio Morille, Giovanni Invernizzi, Franco Faggi  | 6:46,8 min | 2. Hoffnungslauf |
| 2    | Niederlande | Frits de Voogt, Ruud Sesink Clee, Jan op den Velde, Kees van Vugt | 6:50,3 min |                  |

#### Lauf 4
| Rang | Nation  | Athleten                                                         | Zeit | Qualifikation    |
| ---- | ------- | ---------------------------------------------------------------- | ---- | ---------------- |
| 1    | Belgien | Charles Van Antwerpen, Jos Rosa, Harry Elzendoorn, Florent Caers | —    | 2. Hoffnungslauf |

### Halbfinale
21. Juli 1952

#### Halbfinale 1
| Rang | Nation     | Athleten                                                                | Zeit       | Qualifikation    |
| ---- | ---------- | ----------------------------------------------------------------------- | ---------- | ---------------- |
| 1    | Frankreich | Pierre Blondiaux, Jean-Jacques Guissart, Marc Bouissou, Roger Gautier   | 6:59,1 min | Finale           |
| 2    | Norwegen   | Sverre Kråkenes, Kristoffer Lepsøe, Thorstein Kråkenes, Harald Kråkenes | 7:01,0 min | 2. Hoffnungslauf |
| 3    | Österreich | Kurt Marz, Alexander Mitterhuber, Adolf Scheithauer, Johann Geiszler    | 7:02,4 min | 2. Hoffnungslauf |
| 4    | Finnland   | Veikko Lommi, Kauko Wahlsten, Oiva Lommi, Lauri Nevalainen              | 7:06,8 min | 2. Hoffnungslauf |

#### Halbfinale 2
| Rang | Nation             | Athleten                                                                 | Zeit       | Qualifikation    |
| ---- | ------------------ | ------------------------------------------------------------------------ | ---------- | ---------------- |
| 1    | Jugoslawien        | Duje Bonačić, Velimir Valenta, Mate Trojanović, Petar Šegvić             | 7:01,1 min | Finale           |
| 2    | Vereinigte Staaten | Louis McMillan, Dempster Jackson, John Davis, James Welsh                | 7:08,8 min | 2. Hoffnungslauf |
| 3    | Saarland           | Werner Biel, Hans Krause-Wichmann, Joachim Krause-Wichmann, Hanns Peters | 7:10,4 min | 2. Hoffnungslauf |
| 4    | Sowjetunion        | Roman Sacharow, Juri Rogosow, Iwan Makarow, Wladimir Kirsanow            | 7:32,3 min | 2. Hoffnungslauf |

### 2. Hoffnungslauf
22. Juli 1952

#### Lauf 1
| Rang | Nation         | Athleten                                                                | Zeit       | Qualifikation |
| ---- | -------------- | ----------------------------------------------------------------------- | ---------- | ------------- |
| 1    | Großbritannien | Harry Almond, John Jones, James Crowden, Adrian Cadbury                 | 6:37,9 min | Finale        |
| 2    | Sowjetunion    | Roman Sacharow, Juri Rogosow, Iwan Makarow, Wladimir Kirsanow           | 6:38,5 min |               |
| 3    | Norwegen       | Sverre Kråkenes, Kristoffer Lepsøe, Thorstein Kråkenes, Harald Kråkenes | 6:48,4 min |               |
| 4    | Belgien        | Charles Van Antwerpen, Jos Rosa, Harry Elzendoorn, Florent Caers        | 6:54,2 min |               |

#### Lauf 2
| Rang | Nation             | Athleten                                                         | Zeit       | Qualifikation |
| ---- | ------------------ | ---------------------------------------------------------------- | ---------- | ------------- |
| 1    | Finnland           | Veikko Lommi, Kauko Wahlsten, Oiva Lommi, Lauri Nevalainen       | 6:48,5 min | Finale        |
| 2    | Italien            | Giuseppe Moioli, Elio Morille, Giovanni Invernizzi, Franco Faggi | 6:49,2 min |               |
| 3    | Vereinigte Staaten | Louis McMillan, Dempster Jackson, John Davis, James Welsh        | 6:57,8 min |               |

#### Lauf 3
| Rang | Nation     | Athleten                                                                       | Zeit       | Qualifikation |
| ---- | ---------- | ------------------------------------------------------------------------------ | ---------- | ------------- |
| 1    | Polen      | Edward Schwarzer, Zbigniew Schwarzer, Henryk Jagodziński, Zbigniew Żarnowiecki | 6:43,0 min | Finale        |
| 2    | Saarland   | Werner Biel, Hans Krause-Wichmann, Joachim Krause-Wichmann, Hanns Peters       | 6:47,2 min |               |
| 3    | Österreich | Kurt Marz, Alexander Mitterhuber, Adolf Scheithauer, Johann Geiszler           | 6:48,5 min |               |

### Finale
23. Juli 1952
| Rang | Nation         | Athleten                                                                       | Zeit       |
| ---- | -------------- | ------------------------------------------------------------------------------ | ---------- |
| 1    | Jugoslawien    | Duje Bonačić, Velimir Valenta, Mate Trojanović, Petar Šegvić                   | 7:16,0 min |
| 2    | Frankreich     | Pierre Blondiaux, Jean-Jacques Guissart, Marc Bouissou, Roger Gautier          | 7:18,9 min |
| 3    | Finnland       | Veikko Lommi, Kauko Wahlsten, Oiva Lommi, Lauri Nevalainen                     | 7:23,3 min |
| 4    | Großbritannien | Harry Almond, John Jones, James Crowden, Adrian Cadbury                        | 7:25,2 min |
| 5    | Polen          | Edward Schwarzer, Zbigniew Schwarzer, Henryk Jagodziński, Zbigniew Żarnowiecki | 7:28,2 min |